# 玉川地域
玉川地域（たまがわちいき）は、東京都にある世田谷区の定める5地域の一つである。世田谷区の南部に位置し、南端に多摩川が流れ、対岸は神奈川県川崎市である。
二子玉川地区や自由が丘駅周辺に商業地区があるほかは、東急田園都市線、東急大井町線沿線を中心に閑静な住宅街を形成する地域である。
幹線道路から街区ひとつ入ると閑静な住宅地が広がる。なかでも、深沢、玉川田園調布、尾山台、等々力、上野毛など、比較的落ち着いた住宅街である。
国分寺崖線には等々力渓谷があり、緑多い環境が好まれている。

## 歴史

### 総説
江戸期には、この地域に用賀村、瀬田村、上野毛村、下野毛村、等々力村、奥沢村、尾山村、野良田村(以上8村は後の玉川村)、深沢村、世田ヶ谷新町村（以上2村ほか4村は後の駒沢村）の10村が存在した。現在の神奈川県川崎市高津区・中原区の一部もこれに含まれる。
1889年（明治22年）、市町村制の施行によりこれらの村が合併し、玉川村、駒沢村（後の駒沢町）が成立した。旧10村は合併後に各村の大字となる。玉川村の名は、合併前各村の関係する多摩川の別名からとられた（野良田は後の玉川中町→中町、下野毛は野毛及び川崎市高津区下野毛の一帯）。
1912年（明治45年）、府県境を変更し、大字等々力の多摩川以南を橘樹郡中原村に、大字瀬田・下野毛の多摩川以南を橘樹郡高津村にそれぞれ分離編入し、逆に橘樹郡高津村の大字諏訪河原字向河原、大字北見方の多摩川以北を玉川村に編入する。
1932年（昭和7年）の東京市の市域拡張により、玉川村は周辺の駒沢町、世田ヶ谷町、松沢村と合併、東京府東京市世田谷区が成立する。しかし、玉川村は世田ヶ谷町との合併に猛反対し、独自に「玉川区」の創設を主張した。
1947年（昭和22年）の東京35区の統廃合の際、旧板橋区の中で西部の練馬地域が独立を求めたのに倣い、再び世田谷区から「玉川区」として分離独立を主張し、都に建議書を提出したが実現しなかった。
1991年（平成3年）、地域行政制度の発足で世田谷区内に5地域（政令指定都市でいう「行政区」のような位置づけ）が定められ、旧玉川村のほぼ全域と旧駒沢町の南部（かつての世田ヶ谷新町村、深沢村。現在の桜新町、新町、駒沢3 - 5丁目）は玉川地域となり、玉川総合支所管内となる。
玉川地域は面積、人口で渋谷区とほぼ同じである（面積では渋谷区より若干広く、人口は渋谷区の方がやや多い）。面積は世田谷区の5地域中で最も広く、台東区、荒川区、目黒区、中野区など玉川地域より狭い区は東京都内に10区ある。
なお、町域等の変遷については世田谷区の町名を参照。

### 玉川全円耕地整理事業

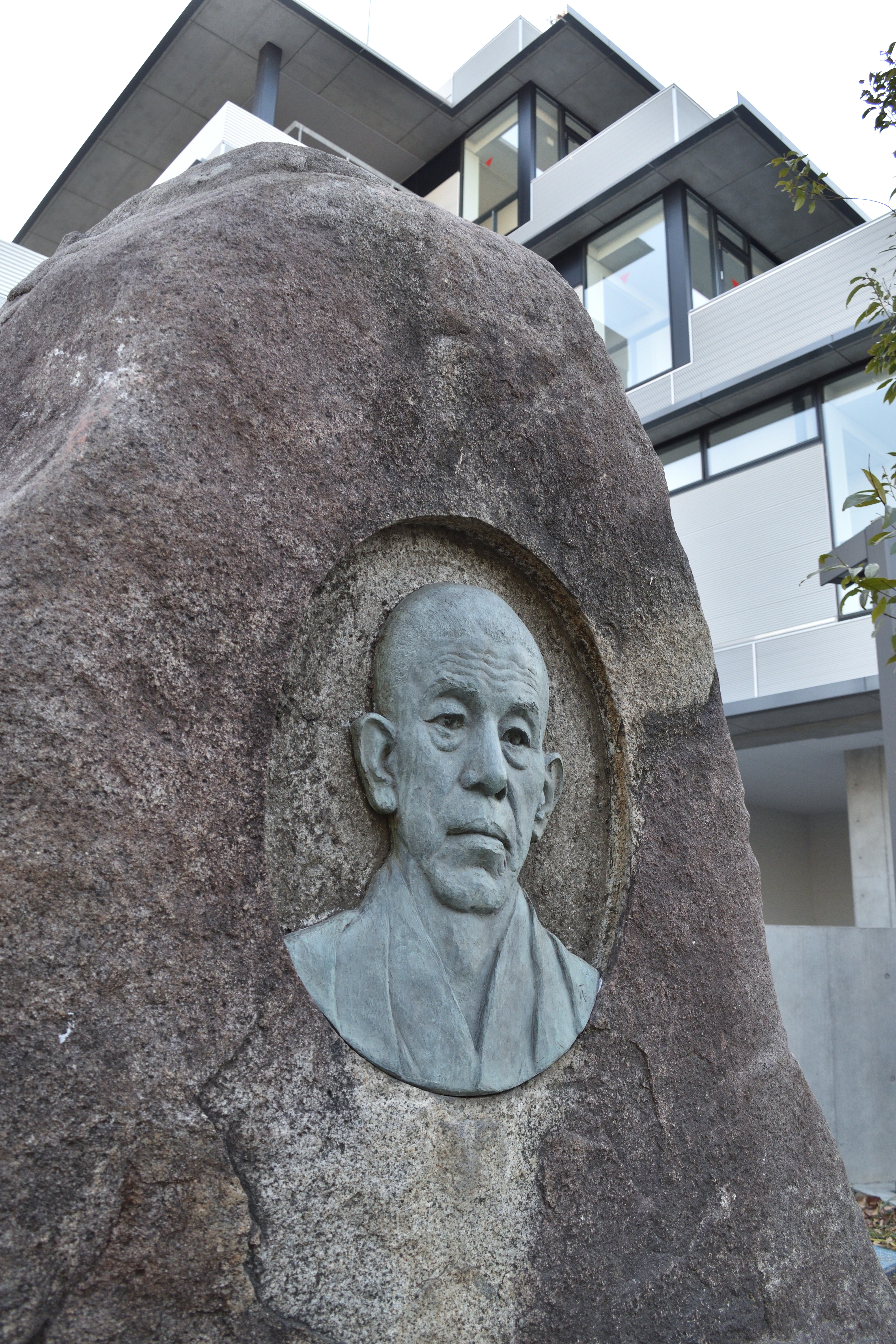
豊田正治翁顕彰碑（玉川総合支所前）

玉川地域は世田谷区をはじめとした山の手地域の中でも、特に道路網が整備された区域となっている。これは旧玉川村時代に行われた耕地整理事業の成果である。
1923年に玉川村長に就任した豊田正治は、玉川村の全村域に相当する約1,000haの耕地整理事業計画（玉川全円耕地整理事業）を発表した。その内容は農業生産性を向上させるための耕地整理事業というよりも、都市近郊のニュータウンを作り上げる都市整備事業に近いものであった。幅員22 mの幹線道路、寺院を中心とした公園計画、それら公園同士を結ぶ公園型道路（パークウェイ）など、当時人口が約7,600人の近郊農村であった玉川村中を騒然とさせる内容だった。
計画が発表された当初は賛成派と反対派で激しい対立が起こり、村内の祭礼を執り行うことができなくなるなどの事態が発生したといわれる。また、豊田が暴漢に切りつけられる事件も起こり、豊田には常に賛成派住民による護衛がつくという物々しい状況にもなった。しかし豊田は「わが郷土の開発はわれわれ共同の力によって行うべきである」という断固たる意思によって、村内のどの区域も除外することなく計画を進めた。各工区に採算面や着工時期の独立性を持たせることで事態を収拾させ、用地負担を少なくするために公園計画の廃止、道路幅員の縮小などを行い、当事業は1927年に奥沢東地区より着工された。
1944年に全ての工区が竣工したが、登記の完了など事業の全てが完成したのは1954年で、実に31年の歳月を費やした大事業であった。耕地整理組合の組合長を務めた豊田は事業の完成を見ることなく、1948年に死去した。

### 玉川地域の独自性
1947年（昭和22年）の玉川区としての独立は実現しなかったが、玉川地域には世田谷区の他地域と比べて独自の特徴がみられる。
- 医師会は玉川地域の「玉川医師会」が、1952年（昭和27年）に他地域の「世田谷区医師会」から分離独立している[1][2]。
- 歯科医師会は玉川地域の「玉川歯科医師会」が、1951年（昭和26年）に他地域の「世田谷区歯科医師会」から分離独立している[3][4]。
- 薬剤師会は玉川・砧・烏山地域（上北沢地区を除く）が「玉川砧薬剤師会」と名乗っており[5]、世田谷・北沢・烏山地域（上北沢地区のみ）は「世田谷薬剤師会」を名乗る[6]。
- 衆議院選挙小選挙区の区割りは、1994年（平成6年）の公職選挙法改正以降数回の変遷があるものの、玉川地域は一貫して東京都第5区に属しており、他の4地域の大部分の属する東京都第6区とは異なる[7]。なお、世田谷・北沢地域では、一部地区が段階的に第6区から第5区に変更されている。

## 町名
| 町名         | 町名の読み     | 町区域新設年月日 | 住居表示実施年月日 | 住居表示実施前の町名等 | 備考 |
| ------------ | -------------- | ---------------- | ------------------ | ---------------------- | ---- |
| 東玉川一丁目 | ひがしたまがわ | 1967年6月1日     | 1967年6月1日       | 東玉川町の一部         |      |
| 東玉川二丁目 | ひがしたまがわ | 1967年6月1日     | 1967年6月1日       | 東玉川町の一部         |      |
| 奥沢一丁目   | おくさわ       | 1970年3月1日     | 1970年3月1日       | 玉川奥沢町1の一部      |      |
| 奥沢二丁目   | おくさわ       | 1970年3月1日     | 1970年3月1日       | 玉川奥沢町1の一部      |      |
| 奥沢三丁目   | おくさわ       | 1970年3月1日     | 1970年3月1日       | 玉川奥沢町1の一部      |      |

| 町名               | 町名の読み               | 町区域新設年月日 | 住居表示実施年月日 | 住居表示実施前の町名等                           | 備考 |
| ------------------ | ------------------------ | ---------------- | ------------------ | ------------------------------------------------ | ---- |
| 奥沢四丁目         | おくさわ                 | 1970年3月1日     | 1970年3月1日       | 玉川奥沢町2、玉川田園調布2の各一部               |      |
| 奥沢五丁目         | おくさわ                 | 1970年3月1日     | 1970年3月1日       | 玉川奥沢町2、玉川田園調布2の各一部               |      |
| 奥沢六丁目         | おくさわ                 | 1970年3月1日     | 1970年3月1日       | 玉川奥沢町3の一部                                |      |
| 奥沢七丁目         | おくさわ                 | 1970年3月1日     | 1970年3月1日       | 玉川奥沢町3、玉川等々力町3の各一部               |      |
| 奥沢八丁目         | おくさわ                 | 1970年3月1日     | 1970年3月1日       | 玉川奥沢町3の一部                                |      |
| 玉川田園調布一丁目 | たまがわでんえんちょうふ | 1970年3月1日     | 1970年3月1日       | 玉川田園調布1、玉川田園調布2、玉川尾山町の各一部 |      |
| 玉川田園調布二丁目 | たまがわでんえんちょうふ | 1970年3月1日     | 1970年3月1日       | 玉川田園調布2、玉川奥沢町2、玉川奥沢町3の各一部  |      |

| 町名         | 町名の読み | 町区域新設年月日 | 住居表示実施年月日 | 住居表示実施前の町名等                              | 備考 |
| ------------ | ---------- | ---------------- | ------------------ | --------------------------------------------------- | ---- |
| 玉堤一丁目   | たまづつみ | 1968年3月15日    | 1968年3月15日      | 玉川等々力町1、玉川尾山町の各一部                   |      |
| 玉堤二丁目   | たまづつみ | 1968年3月15日    | 1968年3月15日      | 玉川等々力町1の一部                                 |      |
| 玉堤二丁目   | たまづつみ | 1968年3月15日    | 1970年3月1日       | 玉川等々力町1の一部                                 |      |
| 等々力一丁目 | とどろき   | 1970年3月1日     | 1970年3月1日       | 玉川等々力町1、玉川尾山町の各一部                   |      |
| 等々力二丁目 | とどろき   | 1970年3月1日     | 1970年3月1日       | 玉川等々力町1、玉川等々力町2、玉川中町1の各一部     |      |
| 等々力三丁目 | とどろき   | 1970年3月1日     | 1970年3月1日       | 玉川等々力町2、玉川中町1の各一部                    |      |
| 等々力四丁目 | とどろき   | 1970年3月1日     | 1970年3月1日       | 玉川等々力町2の一部                                 |      |
| 等々力五丁目 | とどろき   | 1970年3月1日     | 1970年3月1日       | 玉川等々力町2の一部                                 |      |
| 等々力六丁目 | とどろき   | 1970年3月1日     | 1970年3月1日       | 玉川等々力町3の一部                                 |      |
| 等々力七丁目 | とどろき   | 1970年3月1日     | 1970年3月1日       | 深沢町2の全部と玉川等々力町2、玉川等々力町3の各一部 |      |
| 等々力八丁目 | とどろき   | 1970年3月1日     | 1970年3月1日       | 玉川等々力町3、玉川中町1、玉川中町2の各一部         |      |
| 尾山台一丁目 | おやまだい | 1970年3月1日     | 1970年3月1日       | 玉川田園調布1、玉川奥沢町3、玉川尾山町の各一部      |      |
| 尾山台二丁目 | おやまだい | 1970年3月1日     | 1970年3月1日       | 玉川尾山町の一部                                    |      |
| 尾山台三丁目 | おやまだい | 1970年3月1日     | 1970年3月1日       | 玉川奥沢町3、玉川等々力町1の各一部                  |      |

| 町名         | 町名の読み | 町区域新設年月日 | 住居表示実施年月日 | 住居表示実施前の町名等                                 | 備考 |
| ------------ | ---------- | ---------------- | ------------------ | ------------------------------------------------------ | ---- |
| 上野毛一丁目 | かみのげ   | 1969年2月1日     | 1969年2月1日       | 玉川上野毛町、玉川野毛町、玉川中町1、玉川中町2の各一部 |      |
| 上野毛二丁目 | かみのげ   | 1969年2月1日     | 1969年2月1日       | 玉川上野毛町、玉川野毛町、玉川町の各一部               |      |
| 上野毛三丁目 | かみのげ   | 1969年2月1日     | 1969年2月1日       | 玉川上野毛町、玉川町、玉川瀬田町の各一部               |      |
| 上野毛四丁目 | かみのげ   | 1969年2月1日     | 1969年2月1日       | 玉川上野毛町、玉川中町2、玉川瀬田町の各一部            |      |
| 野毛一丁目   | のげ       | 1969年2月1日     | 1969年2月1日       | 玉川野毛町、玉川等々力町1の各一部                      |      |
| 野毛二丁目   | のげ       | 1969年2月1日     | 1969年2月1日       | 玉川野毛町の一部                                       |      |
| 野毛三丁目   | のげ       | 1969年2月1日     | 1969年2月1日       | 玉川野毛町、玉川上野毛町の各一部                       |      |
| 中町一丁目   | なかまち   | 1969年2月1日     | 1969年2月1日       | 玉川中町1、玉川野毛町の各一部                          |      |
| 中町二丁目   | なかまち   | 1969年2月1日     | 1969年2月1日       | 玉川中町1、玉川等々力町2の各一部                       |      |
| 中町三丁目   | なかまち   | 1969年2月1日     | 1969年2月1日       | 玉川中町2の一部                                        |      |
| 中町四丁目   | なかまち   | 1969年2月1日     | 1969年2月1日       | 玉川中町2、玉川上野毛町の各一部                        |      |
| 中町五丁目   | なかまち   | 1969年2月1日     | 1969年2月1日       | 玉川中町2の一部                                        |      |

| 町名         | 町名の読み   | 町区域新設年月日 | 住居表示実施年月日 | 住居表示実施前の町名等                             | 備考 |
| ------------ | ------------ | ---------------- | ------------------ | -------------------------------------------------- | ---- |
| 上用賀一丁目 | かみようが   | 1968年3月15日    | 1968年3月15日      | 玉川用賀町2の一部                                  |      |
| 上用賀二丁目 | かみようが   | 1968年3月15日    | 1968年3月15日      | 玉川用賀町2、玉川用賀町3の各一部                   |      |
| 上用賀三丁目 | かみようが   | 1968年3月15日    | 1968年3月15日      | 玉川用賀町2、玉川用賀町3の各一部                   |      |
| 上用賀四丁目 | かみようが   | 1968年3月15日    | 1968年3月15日      | 玉川用賀町3の一部                                  |      |
| 上用賀五丁目 | かみようが   | 1968年3月15日    | 1968年3月15日      | 玉川用賀町2、玉川用賀町3の各一部                   |      |
| 上用賀六丁目 | かみようが   | 1968年3月15日    | 1968年3月15日      | 世田谷5、玉川瀬田町、玉川用賀町3の各一部           |      |
| 用賀一丁目   | ようが       | 1971年9月1日     | 1971年9月1日       | 玉川中町2の全部と玉川用賀町1、玉川上野毛町の各一部 |      |
| 用賀二丁目   | ようが       | 1971年9月1日     | 1971年9月1日       | 玉川用賀町1の一部                                  |      |
| 用賀三丁目   | ようが       | 1971年9月1日     | 1971年9月1日       | 玉川用賀町1、玉川用賀町2の各一部                   |      |
| 用賀四丁目   | ようが       | 1971年9月1日     | 1971年9月1日       | 玉川用賀町1、玉川用賀町2の各一部                   |      |
| 玉川台一丁目 | たまがわだい | 1971年9月1日     | 1971年9月1日       | 玉川瀬田町、玉川用賀町1の各一部                    |      |
| 玉川台二丁目 | たまがわだい | 1971年9月1日     | 1971年9月1日       | 玉川瀬田町、玉川用賀町1、玉川用賀町2の各一部       |      |

| 町名       | 町名の読み | 町区域新設年月日 | 住居表示実施年月日 | 住居表示実施前の町名等                             | 備考 |
| ---------- | ---------- | ---------------- | ------------------ | -------------------------------------------------- | ---- |
| 玉川一丁目 | たまがわ   | 1968年7月15日    | 1968年7月15日      | 玉川町の一部                                       |      |
| 玉川二丁目 | たまがわ   | 1968年7月15日    | 1968年7月15日      | 玉川町の一部                                       |      |
| 玉川三丁目 | たまがわ   | 1968年7月15日    | 1968年7月15日      | 玉川町、鎌田町の各一部                             |      |
| 玉川四丁目 | たまがわ   | 1968年7月15日    | 1968年7月15日      | 玉川町、玉川瀬田町、大蔵町、鎌田町、岡本町の各一部 |      |
| 瀬田一丁目 | せた       | 1971年9月1日     | 1971年9月1日       | 玉川瀬田町の一部                                   |      |
| 瀬田二丁目 | せた       | 1971年9月1日     | 1971年9月1日       | 玉川瀬田町の一部                                   |      |
| 瀬田三丁目 | せた       | 1971年9月1日     | 1971年9月1日       | 玉川瀬田町、玉川上野毛町、玉川用賀町1の各一部      |      |
| 瀬田四丁目 | せた       | 1971年9月1日     | 1971年9月1日       | 玉川瀬田町、岡本町の各一部                         |      |
| 瀬田五丁目 | せた       | 1971年9月1日     | 1971年9月1日       | 玉川瀬田町、岡本町の各一部                         |      |

| 町名         | 町名の読み       | 町区域新設年月日 | 住居表示実施年月日 | 住居表示実施前の町名等                    | 備考 |
| ------------ | ---------------- | ---------------- | ------------------ | ----------------------------------------- | ---- |
| 駒沢三丁目   | こまざわ         | 1967年11月1日    | 1967年11月1日      | 弦巻町1の全部と上馬町3、新町1の各一部     |      |
| 駒沢四丁目   | こまざわ         | 1967年11月1日    | 1967年11月1日      | 新町1の一部                               |      |
| 駒沢五丁目   | こまざわ         | 1967年11月1日    | 1967年11月1日      | 深沢町1、深沢町2の各一部                  |      |
| 駒沢公園     | こまざわこうえん | 1967年11月1日    | 1967年11月1日      | 上馬町3、深沢町1、深沢町2、新町1の各一部  |      |
| 新町一丁目   | しんまち         | 1967年11月1日    | 1967年11月1日      | 深沢町3、深沢町4、新町2の各一部           |      |
| 新町二丁目   | しんまち         | 1967年11月1日    | 1967年11月1日      | 深沢町4、新町1、新町2の各一部             |      |
| 新町三丁目   | しんまち         | 1967年11月1日    | 1967年11月1日      | 新町2の一部                               |      |
| 桜新町一丁目 | さくらしんまち   | 1968年3月15日    | 1968年3月15日      | 深沢町4、新町2、新町3の各一部             |      |
| 桜新町二丁目 | さくらしんまち   | 1968年3月15日    | 1968年3月15日      | 弦巻町3の全部と新町2、新町3の各一部       |      |
| 深沢一丁目   | ふかさわ         | 1968年3月15日    | 1968年3月15日      | 深沢町1、玉川等々力町3の各一部            |      |
| 深沢二丁目   | ふかさわ         | 1968年3月15日    | 1968年3月15日      | 深沢町1の一部                             |      |
| 深沢三丁目   | ふかさわ         | 1968年3月15日    | 1968年3月15日      | 深沢町2、玉川等々力町3の各一部            |      |
| 深沢四丁目   | ふかさわ         | 1968年3月15日    | 1968年3月15日      | 深沢町2の一部                             |      |
| 深沢五丁目   | ふかさわ         | 1968年3月15日    | 1968年3月15日      | 深沢町3、玉川等々力町3、玉川中町2の各一部 |      |
| 深沢六丁目   | ふかさわ         | 1968年3月15日    | 1968年3月15日      | 深沢町3の一部                             |      |
| 深沢七丁目   | ふかさわ         | 1968年3月15日    | 1968年3月15日      | 深沢町3、深沢町4、玉川中町2の各一部       |      |
| 深沢八丁目   | ふかさわ         | 1968年3月15日    | 1968年3月15日      | 深沢町4の一部                             |      |

## 地理

### 川
- 多摩川水系
  - 多摩川
  - 九品仏川
  - 野川
  - 仙川
  - 丸子川
  - 谷戸川（一部暗渠）
  - 清水川
  - 谷川（暗渠）
  - 谷沢川
- 呑川水系
  - 呑川（一部暗渠）
  - 九品仏川（暗渠）
- 目黒川水系
  - 烏山川（暗渠）

## 公共機関など
- 玉川総合支所
- 二子玉川出張所
- 用賀出張所
- 奥沢まちづくりセンター
- 九品仏まちづくりセンター
- 等々力まちづくりセンター
- 上野毛まちづくりセンター
- 深沢まちづくりセンター
- 児童館（等々力、森の、プレスポ玉川台、上用賀、深沢、新町の各児童館と、奥沢子育て児童ひろば）
- 図書館（奥沢、尾山台、玉川台、深沢の各図書館と、図書館カウンター二子玉川）
- 玉川警察署
- 玉川消防署
- 玉川郵便局
- 玉川税務署
- タンザニア大使館

## 経済
- 世田谷ビジネススクエア
- 二子玉川ライズ

## 交通

### 鉄道
- 東急電鉄
  - 田園都市線
二子玉川駅 - 用賀駅 - 桜新町駅
  - 大井町線
二子玉川駅 - 上野毛駅 - 等々力駅 - 尾山台駅 - 九品仏駅
  - 目黒線
奥沢駅
  - 東横線
田園調布駅 - 自由が丘駅間で地域内を通過するが、地域内の駅はない。

### 道路
- 高速道路
  - 東名高速道路
    - 東京インターチェンジ

  - 首都高速3号渋谷線
    - 用賀出入口
- 一般国道
  - 国道246号（玉川通り）
  - 国道466号（環八通り・第三京浜道路）
    - 玉川インターチェンジ
- 都道
  - 東京都道3号世田谷町田線（世田谷通り）
  - 東京都道11号大田調布線（多摩堤通り）
  - 東京都道311号環状八号線（環八通り）
  - 東京都道312号白金台町等々力線（目黒通り）
  - 東京都道416号古川橋二子玉川線（駒沢通り）
  - 東京都道426号上馬奥沢線（自由通り）
  - 東京都道427号瀬田貫井線

## 教育

### 大学・短期大学
- 駒澤大学
- 日本体育大学
- 東京都市大学
- 自由が丘産能短期大学（等々力）
- 多摩美術大学

## 名所・旧跡
- 九品仏浄真寺
- 等々力渓谷
- 馬事公苑（上用賀）
- 駒沢オリンピック公園
- 野毛大塚古墳（玉川野毛町公園内）
- 玉川大師（瀬田）
- 行善寺 - 玉川八景という景勝地だった。
- ねこじゃらし公園（奥沢）、等々力八丁目公園:（市民参加のワークショップによってつくられた都市公園）
- ぽかぽか広場（玉川田園調布） - 玉川浄水場に蓋掛けした上部を丘陵広場として整備した。世田谷区のコンペによって実現した。
- 野毛～玉堤付近の多摩川土手の桜並木 - （エドヒガンザクラが多く植えられ、世田谷区でも最も早く花見が出来る場所である）
- 呑川親水公園
- 長谷川町子美術館・長谷川町子記念館（桜新町）
- 上野毛自然公園